# Radiodread
Radiodread è un album musicale del gruppo reggae Easy Star All-Stars, pubblicato nel 2006. Si tratta di una rivisitazione omaggio dell'album dei Radiohead OK Computer. Il disco include tutti i dodici pezzi presenti nell'album originale rivisti in chiave dub, con l'aggiunta di due bonus track.

## Tracce
1. Airbag
2. Paranoid Android
3. Subterranean Homesick Alien
4. Exit Music (For a Film)
5. Let Down
6. Karma Police
7. Fitter Happier
8. Electioneering
9. Climbing Up the Walls
10. No Surprises
11. Lucky
12. The Tourist

Bonus track
1. Exit Music (For a Dub)
2. An Airbag Saved My Dub